# Глухих Олександр Гаврилович
Олександр Гаврилович Глухих (нар. 16 січня 1932, с. Великий Кіяїк, Удмуртія, Росія - 3 вересня 2014, Харків) — український художник, викладач; член Спілки художників СРСР (1973), член Спілки художників України (1973).

## Біографія
1947–1949 — навчався в Іжевському художньо-ремісничому училищі на відділенні живопису (спеціальність «живописець-альфрейщик»).
1950–1952 — працював живописцем-альфрейщиком, малярем в м. Октябрський Башкирської АРСР[джерело?].
1956–1961 — навчався в Казанському художньому училищі.
1961–1965 — навчався в Харківському державному художньому інституті (тепер Харківська державна академія дизайну та мистецтв). Викладачі за фахом — Л. І. Чернов, М. О. Шапошников, С. М. Солодовников, П. М. Супонін, Ковалів, О. Вяткін.
В період студентської практики, 1964 року, пройшов по Північноморському шляху від Архангельська до порту Тіксі і далі — по річці Лена до Усть-кута.
1965–1967 — навчався в Ленінградському державному інституті живопису, скульптури і архітектура ім. І. Ю. Рєпіна (відділення станкового живопису) під керівництвом: В. М. Орешнікова, Б. С. Угарова та ін.
1967–1969, 1985–1988, 1989–1991[джерело?] — викладав на кафедрі живопису і малюнка в Харківському художньо-промисловому інституті.
1989–1969 — викладав в Харківській дитячій художній школі ім. І. Ю. Рєпіна[джерело?].
1974–1976 — викладав в Харківському обласному Будинку народної творчості[джерело?].
1976, 1982–1983 — викладав спеціальні дисципліни в Харківському державному художньому училищі[джерело?].
Персональні виставки — в містах Харків, Київ, Москва, Чернігів, Чугуїв, Мерефа. Учасник багатьох республіканських, обласних, міських виставок.
Твори автора зберігаються в музеях України (Харків, Київ, Донецьк, Чугуїв, Косунь-Шевченківський) і Росії (Ленінград, Москва), а також в приватних колекціях в Болгарії, Іспанії, Ізраїлю, Італії, Канади, Китаю, США, Японії[джерело?].
Помер 03 вересня 2014 р. у м. Харків.